# Santa Catarina Ixtepeji
Santa Catarina Ixtepeji là một đô thị thuộc bang Oaxaca, México. Năm 2005, dân số của đô thị này là 2480 người.